# Liste badischer Hoflieferanten

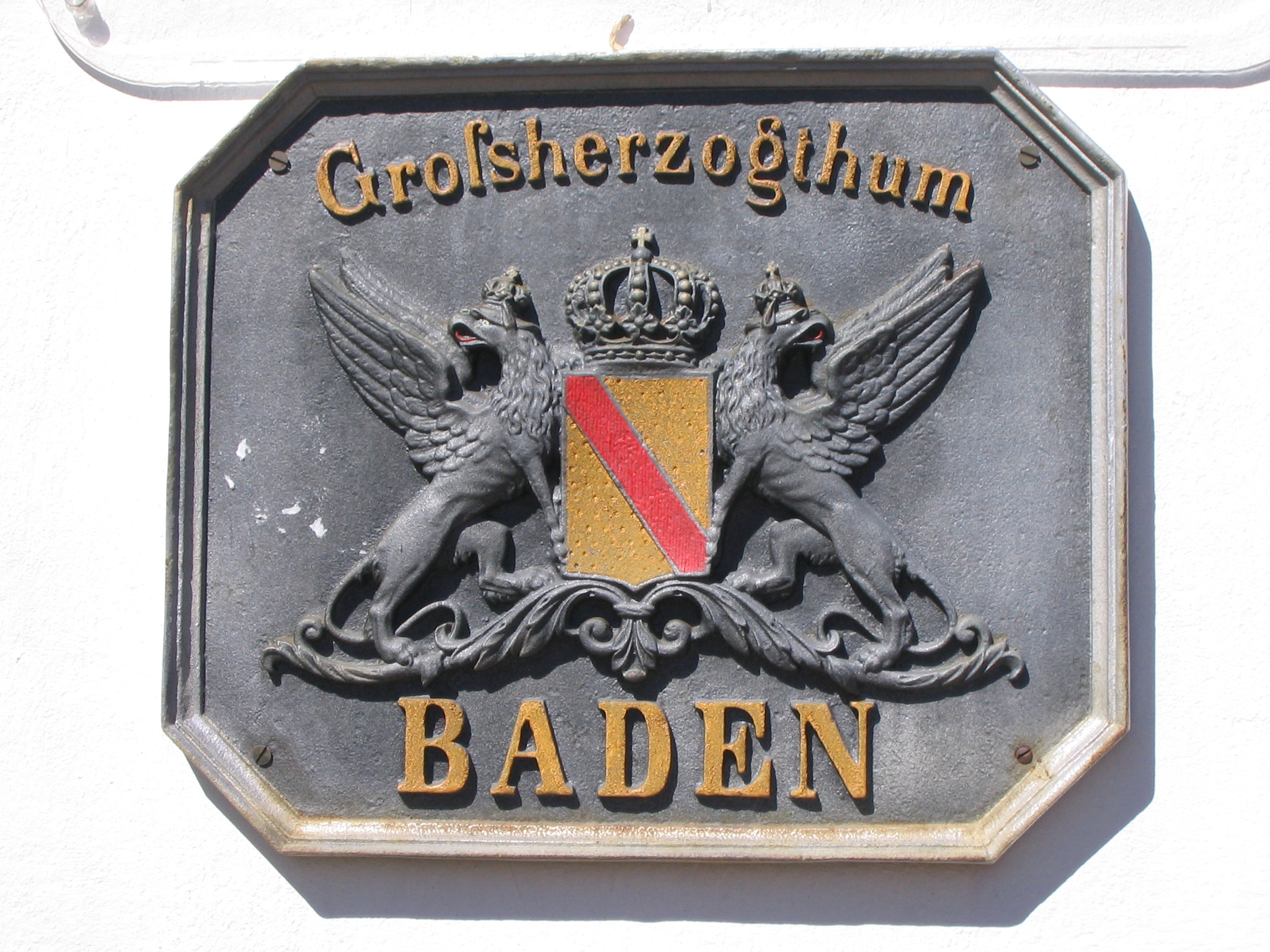
Badische Hof-Titelträger durften das mittlere Wappen im Schilde führen

In dem damaligen Großherzogtum Baden wurde ein Unternehmen oder deren Inhaber vom Monarchen für seine Verdienste und auf Grund der hohen Qualität der Produkte mit dem Titel Hoflieferant geehrt.

## Großherzoglich badische Hoflieferanten
Die unvollständige Liste unten der offiziellen Hof-Titelträger ist nach Nachnamen aufgestellt:

### Baden-Baden
- A. Batschari, Zigaretten[1]

### Karlsruhe
- Friedrich Blos, Kaufhaus, Kaiserstraße 104 / Ecke Herrenstraße, ehemals Wolff & Sohn. Hoflieferant ab 1891
- Gottlieb Braun, Hofbuchhändler und Hofbuchdrucker
- G. Braun’sche Hofbuchdruckerei (heute G. Braun Buchverlag)[2]
- Braun’sche Hofbuchhandlung (später Braun’sche Universitätsbuchhandlung)[3]
- Carl Bregenzer, Musikhandel[4]
- Georg Maria Eckert (* 1828 in Heidelberg; † 1901 in Karlsruhe), Fotograf[5]
- Friedrich Geisendörfer, Ofen- und Tonwarenfabrik[6]
- Friedrich Gutsch junior, Hofbuchhandlung[7]
- L. Haemer, Friseur[8]
- Hof-Apotheke, Kaiserstraße 201[9]
- Kamphues, Juwelier, Kaiserstraße 201[10]
- Albert Knittel, Buchhändler (ab 1840)[11]
- Liebermann & Cie., Firma: Bilefeld’sche Hofbuchhandlung[12]
- Mackloths Hofbuchhandlung[13] verlegte u. a. Johann Peter Hebel[14]
- Mathiss & Leipheimer, Ellenwaren-Handlung[15]
- C. F. Müller’sche Hofbuchdruckerei[16]
- Emil Lembke, Brautausstattungen und Herrenhemden nach Maß[8]
- Carl Roth, „Material-, Colonial- und Farbwarenhandlung und Droguerie“ gegründet 1879, Hoflieferant ab 1891[17][18]
- Ludwig Schweisgut, Klaviere, Erbprinzenstraße 4[8]
- C. Sickler, Mechaniker und Optiker[8]

Anzeige des Hofspediteurs Eugen von Steffelin (1913)

- Eugen von Steffelin, Spediteur, Hauptbahnhof[19][20]
- Gebrüder Trau, Pianoforte-Fabrik[8]
- Anna Webers Nachfahren, Maßschneiderei (später Firma August Kohlmeier), Karlstraße 7[21]
- Andreas Weinig, Schirme, gegr. 1840, Kaiserstraße 201[22]
- Wilhelm Willstätter, Putz- und Modewaren, Damenhüte[8]
- C. Zimmerle, Jalousien- und Rolladen-Geschäft, (heute Frey Fenster + Rolladen GmbH, Junkersstraße 6)[23]

### Außerhalb Karlsruhes
- Emil Bühler, Fotograf, B5 Nr. 14, Mannheim[24]
- „Erste Heidelberger Möbelfabrik“ (heute „Wohnland Breitwieser“ im Industriegebiet Rohrbach-Süd), gegr. 1891, Heidelberg. Hoflieferant der Großherzogin Luise[25]
- Johann Maria Farina, Köln 1868, Eau de Cologne für SKH Friedrich Großherzog von Baden
- Ernst Fischer, Drogist, Weinheim[26]
- Gebrüder Freyeisen, Erste Frankfurter Aepfelwein-Kelterei, Frankfurt am Main – Sachsenhausen[27]
- Ernst Gottmann, Fotoatelier, Bienenstraße 6, Heidelberg[28]
- G. Th. Hase & Sohn, Freiburg i.Br., Karlsplatz 4, Großherzogl.-Bad. Hof-Fotograf[29]
- Carl Knoblauch, Papierwaren (heute „Büro + Schreibwaren Knoblauch GmbH“, Ploeck 2, Heidelberg), Hauptstraße 31 (heute 161), ab 1903 auch Filiale in der Sophienstraße 15[30]. Seit 1896 „Hoflieferant Seiner Königlichen Hoheit des Großherzogs Friedrich von Baden“[31]
- F. Langbein & Cie., Fotograf, Hauptstraße 113a, Heidelberg
- Eduard Meßmer, Tee, Baden
- Carl Ruf, Fotograf, Hauptstraße 146, Heidelberg[32]
- Anton Rumpelmayer, Konditor, Baden
- Spreng, Hof-Photograph, Säckingen[33]
- Stierlin & Vetter, Herdfabrik, Rastatt[34]
- Wilhelm Vetter, Firma: „Rastatter Hof-Herdfabrik Stierlin & Vetter“, Bahnhofstraße 2, Rastatt[35]
- C. Wild, Buchhandlung, Baden[36]

## Werbeanzeigen
Anzeigen Karlsruher Hoflieferanten im „Illustrierten Führer durch die Haupt- und Residenzstadt Karlsruhe“ (J. Bielefelds Verlag, um 1890):

L. Haemer, Hoffriseur
Emil Lembke, Brautausstattungen und Herrenhemden nach Maß
Ludwig Schweisgut
C. Sickler, Hofmechaniker und Optiker
Gebrüder Trau, Pianoforte-Fabrik
Wilhelm Willstätter, Putz- und Modewaren, Damenhüte